# فنلاند در المپیک تابستانی ۱۹۳۲

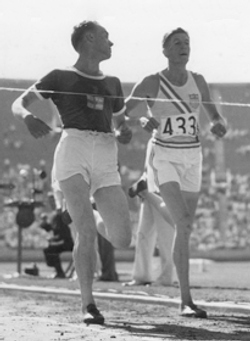
لاوری لهتینن فنلاندی (چپ) و رالف هیل آمریکایی (راست) این دو ورزشکار مسابقهٔ دو ۵۰۰۰ متر را در المپیک ۱۹۳۲ به پایان رساندند.

فنلاند در بازی‌های المپیک تابستانی ۱۹۳۲ که در شهر لس آنجلس ایالات متحده آمریکا برگزار شد، کاروان فنلاند با ۴۰ ورزشکار در این رقابت‌ها شرکت کرد و موفق به کسب ۲۵ مدال (۵ طلا، ۸ نقره، ۱۲ برنز) شد. در جدول رتبه‌بندی توزیع مدال‌ها، فنلاند در ردهٔ ۷ مسابقات قرار گرفت.